# 麻坪镇 (旬阳市)
麻坪镇，是中华人民共和国陕西省安康市旬阳市下辖的一个乡镇级行政单位。

## 行政区划
麻坪镇下辖以下地区：
麻坪社区、李家河村、钱河梁村、铁山村、南家庄村、海棠寺村、梨湾村、关垭村、寨湾村、枫树村、瓦窑沟村、柳池村、老庄沟村和丝铺村。